# 16106 Карманьйола
16106 Карманьйола (16106 Carmagnola) — астероїд головного поясу, відкритий 12 листопада 1999 року.
Тіссеранів параметр щодо Юпітера — 3,564.